# Fotocromo
Fotocromo (também chamado processo Aäc), do alemão fotochrom, ou do inglês photochrome ou photochrom, são impressões fotográficas colorizadas usando a técnica da litografia. É uma variante da técnica da cromolitografia.

## História
O processo foi criado na década de 1880 por Hans Jakob Schmid (1856–1924). Foi muito popular na década de 1890, quando a fotografia a cores já existia, mas o processo para obtê-la era muito complexo, sendo assim, comercialmente inviável. Era muito usada na produção em massa de imagens coloridas, principalmente cartões-postais e reproduções de obras de arte. Só deixou de ser usado em 1970.

## Galeria

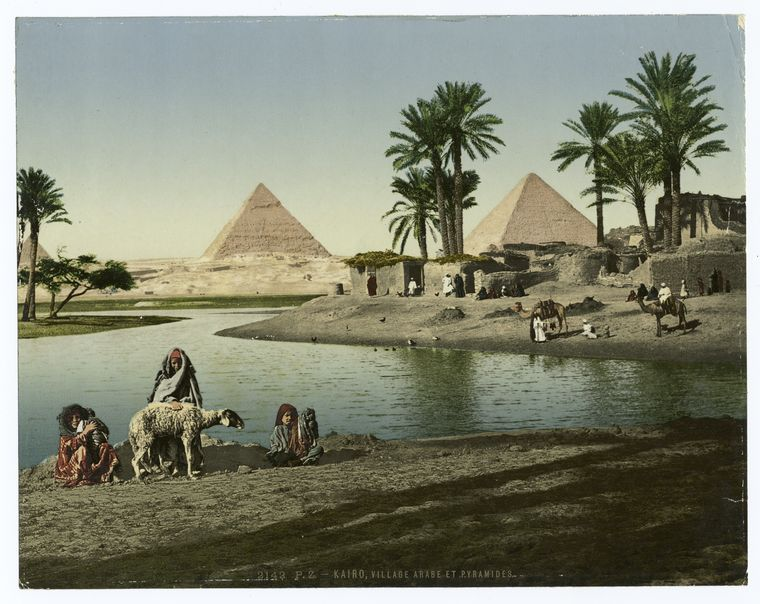
Cairo, Egito
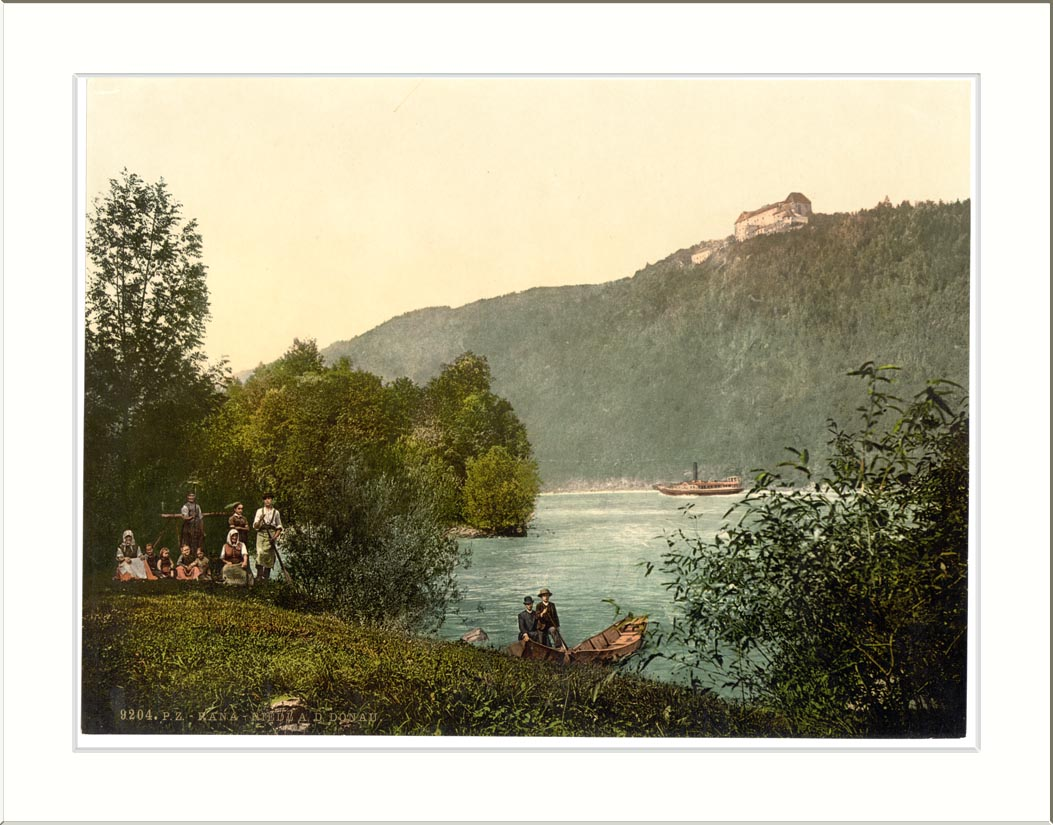
Paisagem austríaca
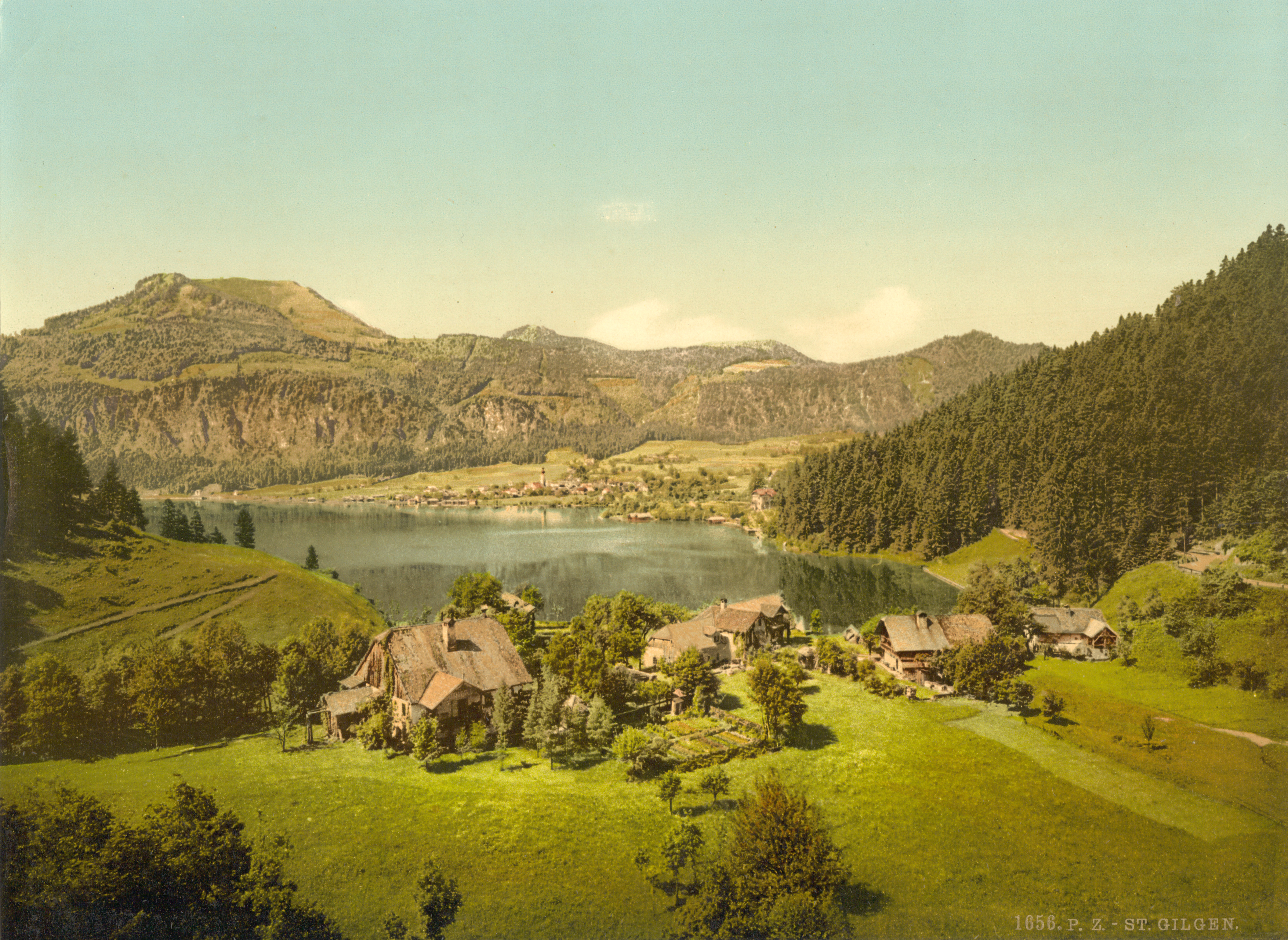
Paisagem austríaca
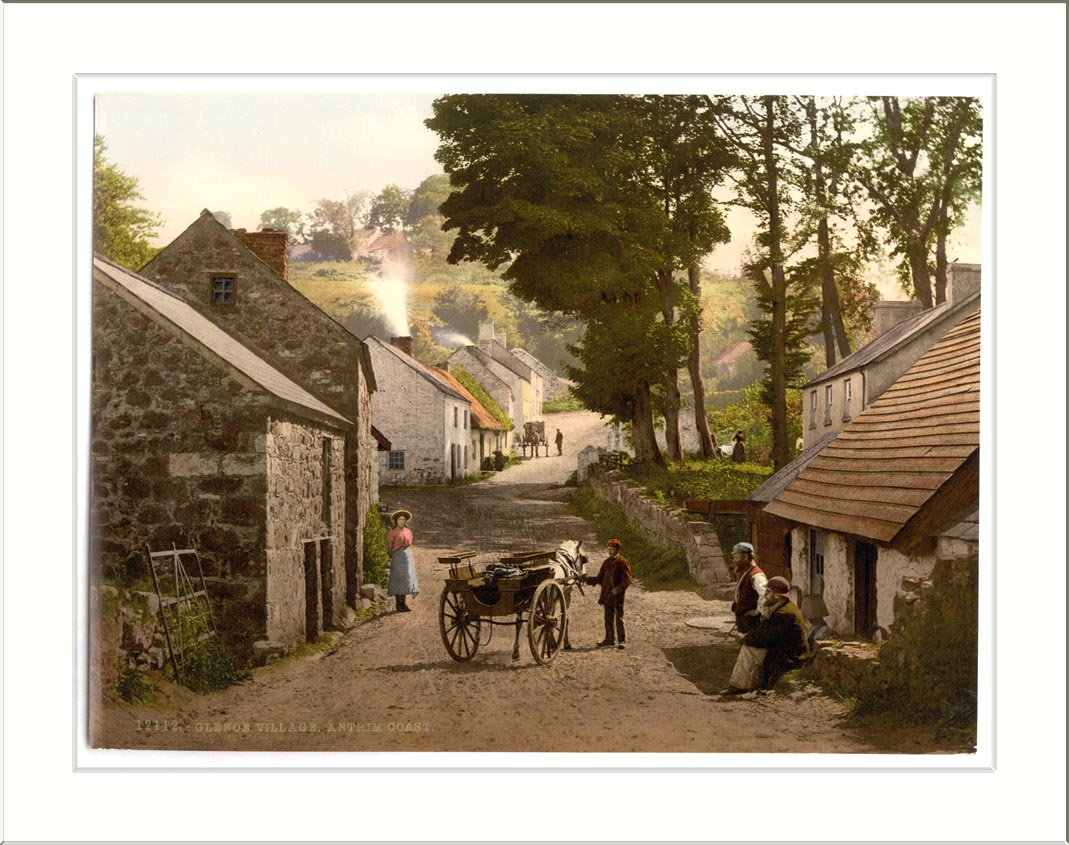
Vila irlandesa
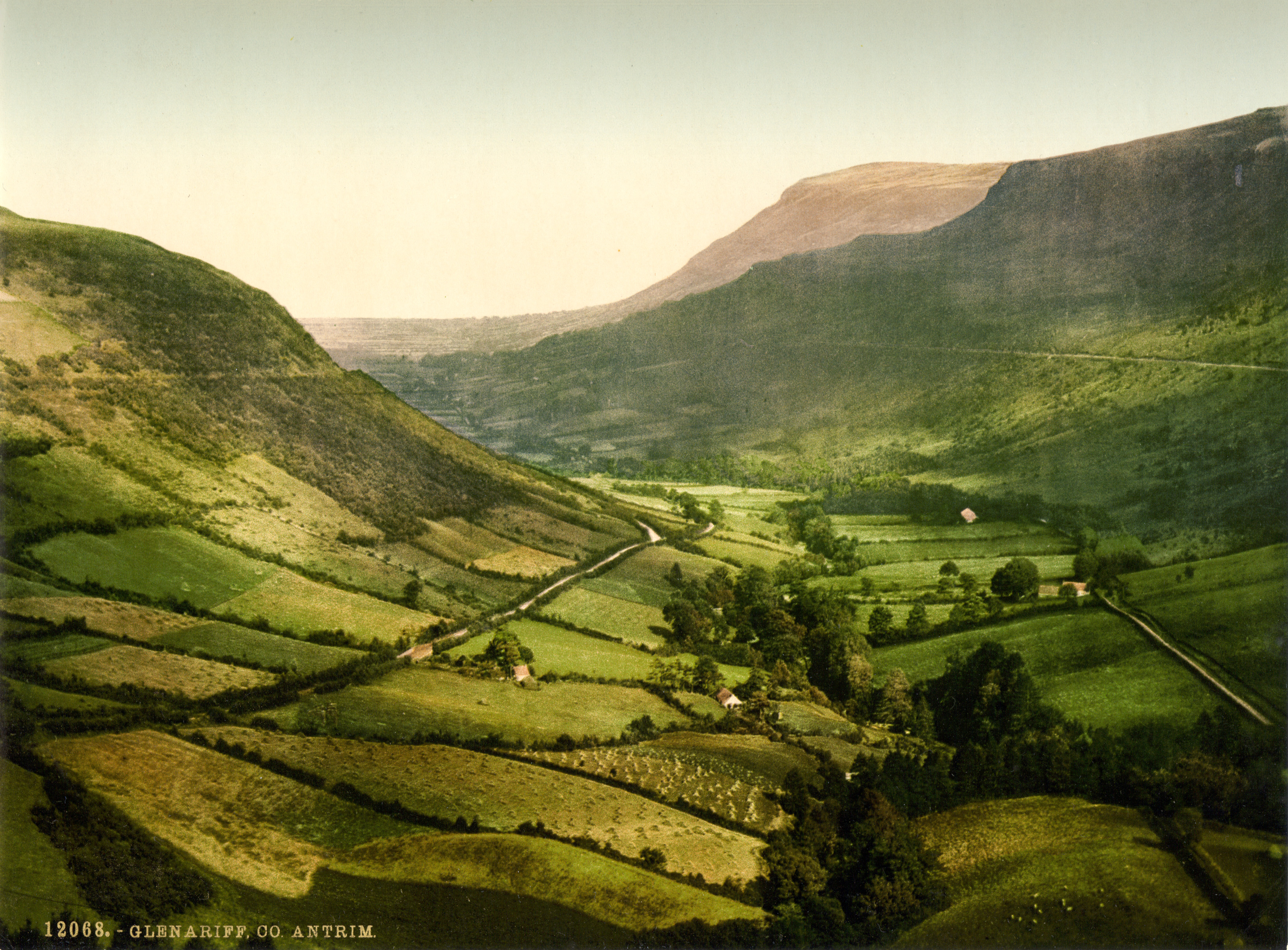
Paisagem irlandesa
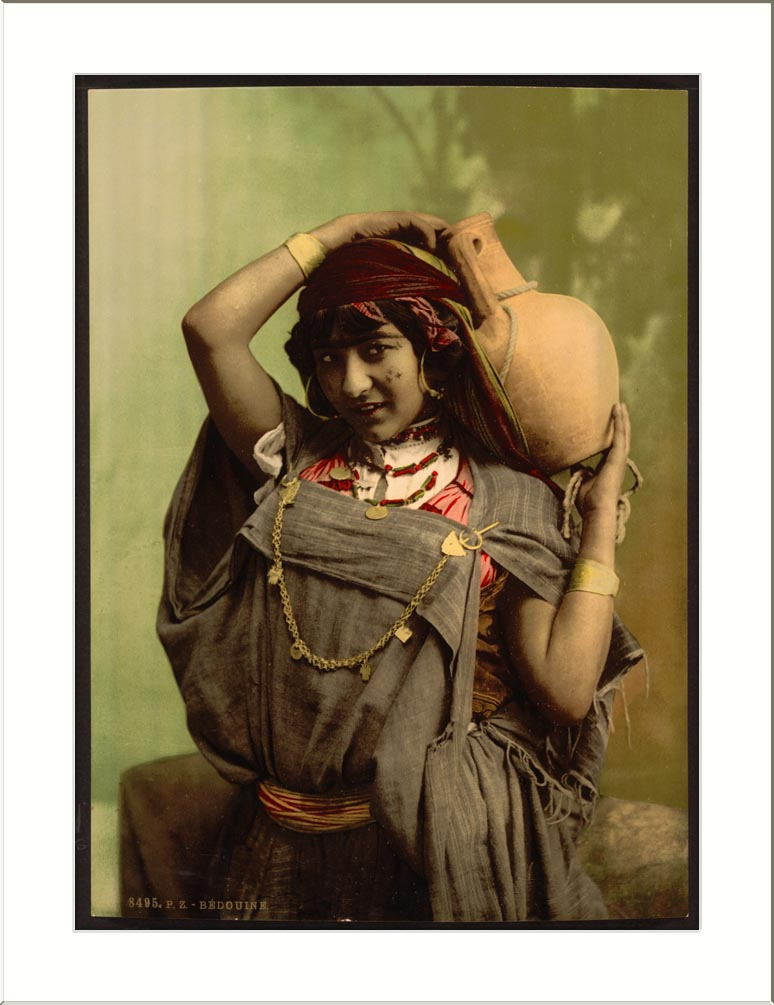
Mulher beduína, Tunísia
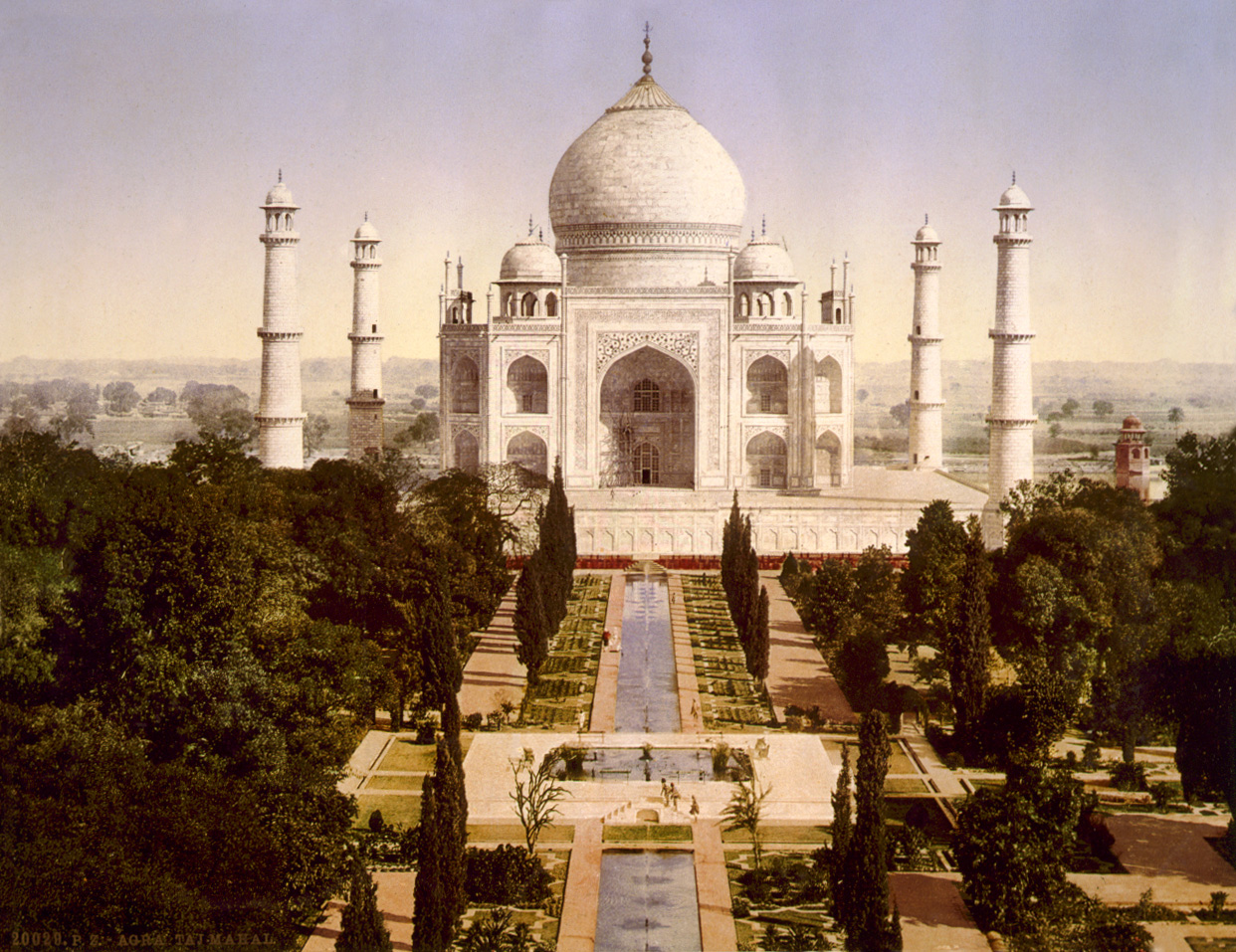
Taj Mahal
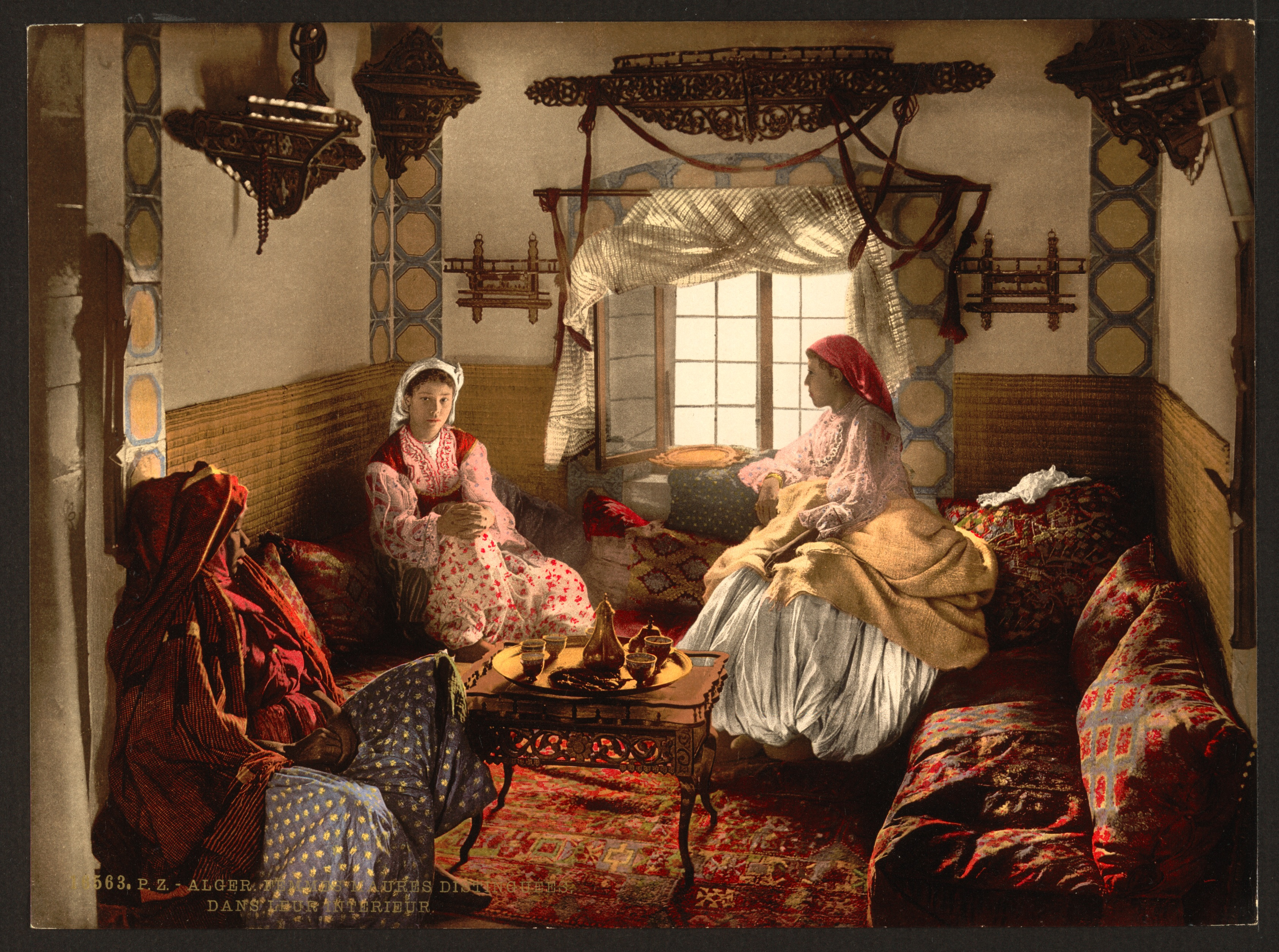
Interior com mulheres árabes